# ГЕС-ГАЕС Добшина
ГАЕС Добшина — одна з гідроакумулюючих електростанцій Словаччини, розташована на сході в Кошицькому краї. Перша споруда цього типу в країні.
Будівництво електростанції Добшина розпочалось у 1948 році, а введення в експлуатацію припало на 1953-й. Як верхній резервуар вона використовує водосховище Палцманська-Маша (словац. Palcmanská Maša) на річці Гни́лець. Звідси водогін прокладено до сусідньої долини Вовча (Vlčia), де на місцевому струмку (притока Слани (Шайо)) розташували машинний зал гідроелектростанції та невеликий нижній резервуар. Таке рішення викликане значним перепадом висот між сусідніми долинами, який сягає 330 метрів. Абсолютна більшість виробленої станцією електроенергії пов’язана з використанням природного припливу до водосховища Палцманська-Маша .
Первісно потужність кожної із двох турбін типу Френсіс становила 10,88 МВт. Внаслідок проведеної наприкінці 1990-х років модернізації цей показник зріс до 12 МВт. Гідроагрегат складається із змонтованих на єдиній осі мотор-генератора (в центрі), турбіни та насоса високого тиску.
В комплексі з ГАЕС діють малі ГЕС Добшина II та Добшина III сукупною потужністю біля 2 МВт.
Видача електроенергії відбувається по ЛЕП 110 кВ.